# Allen Pearson
Pour les articles homonymes, voir Pearson.
Allen D. Pearson est un météorologue américain qui a été directeur du National Severe Storms Forecast Center (maintenant le Storm Prediction Center) de 1965 à 1979. Il est surtout connu comme le co-développeur de l'échelle de classification des tornades appelée « Échelle de Fujita » et pour son apport à l’amélioration des prévisions météorologiques des phénomènes violents aux États-Unis.

## Biographie
Pearson est né le 28 juillet 1925 à Mankato, dans le Minnesota. Il a servi dans l'US Navy durant la Seconde Guerre mondiale et en 1946, il obtient un B.Sc. en météorologie de l'Université de Californie à Los Angeles (UCLA) dans un programme accéléré de diplomation d'officier de la marine en temps de guerre. Après sa démobilisation, il a été embauché par Pan American World Airways comme prévisionniste dans leur bureau météorologique à Honolulu avant de rejoindre le US Weather Bureau (maintenant le National Weather Service) en 1951 dans la même ville. Il a obtenu une maîtrise de l'Université d'Hawaï à la même époque.
En 1964, Pearson obtient un poste à Washington avant de venir directeur du National Severe Storms Forecast Center (NSSFC) à Kansas City en 1965. C'est là qu'il a commencé à collaborer avec Tetsuya Theodore Fujita sur les caractéristiques physiques des tornades peu après la tornade de Lubbock en 1970. Ils ont échangé des idées pour développer l'échelle Fujita-Pearson. Pearson avait conçu le codage informatisé de la base de données sur les tornades remontant jusqu'aux années 1950 et son rôle principal fut d'obtenir la coopération des climatologues du NWS. À l'échelle de Fujita, il ajouta une section pour la longueur et la largeur du corridor des tornades créant l'« échelle de Fujita-Pearson »,.
Pearson et d'autres météorologues renommés ont présenté avec succès un réquisitoire au Congrès des États-Unis en 1975 pour une amélioration des équipements informatiques de traitement des données des satellites météorologiques et pour l'amélioration des systèmes d'alerte précoce pour les orages violents, y compris l'adoption du radar météorologique à effet Doppler par le NWS,.
Durant son mandat au NSSFC, Pearson a toujours souligné l'importance de transmettre plus efficacement les informations sur les menaces orageuses et a contribué à faire entrer le Service météorologique national dans l'ère des médias par ses apparitions régulières à la télévision. Il a également supervisé la création d'un programme national en 1978 pour émettre de nouveaux avertissements à l'aviation (SIGMET convectifs) en réponse à un accident mortel de Southern Airways en 1977 causé par des orages.
De 1979 à 1981, Allen Pearson fut directeur de la région centrale du NWS, supervisant 1 100 personnes dans 14 États,. Il a pris sa retraite du National Weather Service en 1981 mais a continué à travailler pendant plusieurs années comme témoin expert dans des affaires judiciaires liées aux conditions météorologiques. Il est décédé le 11 août 2016 à Bossier City, Louisiane, à l'âge de 91 ans.

## Reconnaissance
Pearson a reçu la médaille d'or du Département du commerce (DOC) en 1974 pour « … la prévision des orages violents … qui comprenait le Super Outbreak du 3 au 4 avril 1974 ». Il est resté un membre actif de la Garde nationale aérienne durant sa carrière civile et a atteint le grade de lieutenant-colonel.